# Ann Sophie
Ann Sophie (egl. Ann Sophie Dürmeyer) er en tysk sangerinde, der repræsenterede Tyskland i Eurovision Song Contest 2015 i Wien med nummeret "Black Smoke". Tyskland var en af de 2 sange der fik nul point.

## Biografi
Ann Sophie Dürmeyer er født den 1. september 1990 i London af tyske forældre og opvokset i Hamborg. Hun begyndte at skrive egne sange i 2011.

### Unser Song für Österreich og Eurovision Song Contest 2015
Ann Sophie deltog i februar-marts 2015 i den tyske forhåndsudvælgelse til Eurovision Song Contest 2015, kaldet Unser Song für Österreich. Hun deltog først i en særlig 'klubkoncert', der fandt sted den 19. februar i Hamborg, og hvor ti uprøvede navne kæmpede om et wildcard i den egentlige finale i Hannover. I klubkoncerten fremførte hun sangen "Jump the Gun" og vandt herigennem wildcardet til finalen.
Ved finalen den 5. marts sang hun to sange, "Jump the Gun" fra klubkoncerten samt "Black Smoke". Hun fremførte "Jump the Gun" i den første runde og kvalificerede sig herefter videre til den anden runde, hvor hun sang "Black Smoke". Sidstnævnte sang gik videre til en superfinale med to sange, hvoraf den anden var "Heart of Stone" fremført af sangeren Andreas Kümmert. "Heart of Stone" vandt finalen, men Andreas Kümmert valgte at give førstepladsen til Ann Sophie med den begrundelse, at han ikke selv følte sig i stand til at deltage i Eurovision Song Contest. Det var derfor Ann Sophie, skulle repræsentere Tyskland i Wien.